# Чемпіонат Європи з футболу 2012 (розклад матчів)
4 жовтня 2010 у Мінську, Виконавчий комітет УЄФА затвердив календар чемпіонату Європи з футболу 2012 (Євро-2012).
Час київський літній (UTC+3)
| Дата                 | № матчу              | Стадіон                          | Час                  | Стадія               | Команда 1            | Результат            | Команда 2            |
| -------------------- | -------------------- | -------------------------------- | -------------------- | -------------------- | -------------------- | -------------------- | -------------------- |
| 8 червня, п'ятниця   |                      | «Національний», Варшава          | 18:30                | Церемонія відкриття  | Церемонія відкриття  | Церемонія відкриття  | Церемонія відкриття  |
| 8 червня, п'ятниця   | 1                    | «Національний», Варшава          | 19:00                | Група A              | Польща               | 1 — 1                | Греція               |
| 8 червня, п'ятниця   | 2                    | Міський стадіон, Вроцлав         | 21:45                | Група A              | Росія                | 4 — 1                | Чехія                |
| 9 червня, субота     | 3                    | ОСК «Металіст», Харків           | 19:00                | Група B              | Нідерланди           | 0 — 1                | Данія                |
| 9 червня, субота     | 4                    | «Арена Львів», Львів             | 21:45                | Група B              | Німеччина            | 1 — 0                | Португалія           |
| 10 червня, неділя    | 5                    | «PGE Арена Гданськ», Гданськ     | 19:00                | Група C              | Іспанія              | 1 — 1                | Італія               |
| 10 червня, неділя    | 6                    | «Муніципальний стадіон», Познань | 21:45                | Група C              | Ірландія             | 1 — 3                | Хорватія             |
| 11 червня, понеділок | 7                    | Донбас Арена, Донецьк            | 19:00                | Група D              | Франція              | 1 — 1                | Англія               |
| 11 червня, понеділок | 8                    | НСК «Олімпійський», Київ         | 21:45                | Група D              | Україна              | 2 — 1                | Швеція               |
| 12 червня, вівторок  | 9                    | Міський стадіон, Вроцлав         | 19:00                | Група A              | Греція               | 1 — 2                | Чехія                |
| 12 червня, вівторок  | 10                   | «Національний», Варшава          | 21:45                | Група A              | Польща               | 1 — 1                | Росія                |
| 13 червня, середа    | 11                   | «Арена Львів», Львів             | 19:00                | Група B              | Данія                | 2 — 3                | Португалія           |
| 13 червня, середа    | 12                   | ОСК «Металіст», Харків           | 21:45                | Група B              | Нідерланди           | 1 — 2                | Німеччина            |
| 14 червня, четвер    | 13                   | «Муніципальний стадіон», Познань | 19:00                | Група C              | Італія               | 1 — 1                | Хорватія             |
| 14 червня, четвер    | 14                   | «PGE Арена Гданськ», Гданськ     | 21:45                | Група C              | Іспанія              | 4 — 0                | Ірландія             |
| 15 червня, п'ятниця  | 15                   | Донбас Арена, Донецьк            | 19:00                | Група D              | Україна              | 0 — 2                | Франція              |
| 15 червня, п'ятниця  | 16                   | НСК «Олімпійський», Київ         | 22:00                | Група D              | Швеція               | 2 — 3                | Англія               |
| 16 червня, субота    | 17                   | Міський стадіон, Вроцлав         | 21:45                | Група A              | Чехія                | 1 — 0                | Польща               |
| 16 червня, субота    | 18                   | «Національний», Варшава          | 21:45                | Група A              | Греція               | 1 — 0                | Росія                |
| 17 червня, неділя    | 19                   | ОСК «Металіст», Харків           | 21:45                | Група B              | Португалія           | 2 — 1                | Нідерланди           |
| 17 червня, неділя    | 20                   | «Арена Львів», Львів             | 21:45                | Група B              | Данія                | 1 — 2                | Німеччина            |
| 18 червня, понеділок | 21                   | «PGE Арена Гданськ», Гданськ     | 21:45                | Група C              | Хорватія             | 0 — 1                | Іспанія              |
| 18 червня, понеділок | 22                   | «Муніципальний стадіон», Познань | 21:45                | Група C              | Італія               | 2 — 0                | Ірландія             |
| 19 червня, вівторок  | 23                   | Донбас Арена, Донецьк            | 21:45                | Група D              | Англія               | 1 — 0                | Україна              |
| 19 червня, вівторок  | 24                   | НСК «Олімпійський», Київ         | 21:45                | Група D              | Швеція               | 2 — 0                | Франція              |
| 20 червня, середа    | Матчі не проводилися | Матчі не проводилися             | Матчі не проводилися | Матчі не проводилися | Матчі не проводилися | Матчі не проводилися | Матчі не проводилися |
| 21 червня, четвер    | 25                   | «Національний», Варшава          | 21:45                | Чвертьфінали         | Чехія                | 0 — 1                | Португалія           |
| 22 червня, п'ятниця  | 26                   | «PGE Арена Гданськ», Гданськ     | 21:45                | Чвертьфінали         | Німеччина            | 4 — 2                | Греція               |
| 23 червня, субота    | 27                   | Донбас Арена, Донецьк            | 21:45                | Чвертьфінали         | Іспанія              | 2 — 0                | Франція              |
| 24 червня, неділя    | 28                   | НСК «Олімпійський», Київ         | 21:45                | Чвертьфінали         | Англія               | 0 — 0 (2–4) пен.     | Італія               |
| 25 червня, понеділок | Матчі не проводилися | Матчі не проводилися             | Матчі не проводилися | Матчі не проводилися | Матчі не проводилися | Матчі не проводилися | Матчі не проводилися |
| 26 червня, вівторок  | Матчі не проводилися | Матчі не проводилися             | Матчі не проводилися | Матчі не проводилися | Матчі не проводилися | Матчі не проводилися | Матчі не проводилися |
| 27 червня, середа    | 29                   | Донбас Арена, Донецьк            | 21:45                | Півфінали            | Португалія           | 0 — 0 (2–4) пен.     | Іспанія              |
| 28 червня, четвер    | 30                   | «Національний», Варшава          | 21:45                | Півфінали            | Німеччина            | 1 — 2                | Італія               |
| 29 червня, п'ятниця  | Матчі не проводилися | Матчі не проводилися             | Матчі не проводилися | Матчі не проводилися | Матчі не проводилися | Матчі не проводилися | Матчі не проводилися |
| 30 червня, субота    | Матчі не проводилися | Матчі не проводилися             | Матчі не проводилися | Матчі не проводилися | Матчі не проводилися | Матчі не проводилися | Матчі не проводилися |
| 1 липня, неділя      |                      | НСК «Олімпійський, Київ          | 21:00                | Церемонія закриття   | Церемонія закриття   | Церемонія закриття   | Церемонія закриття   |
| 1 липня, неділя      | 31                   | НСК «Олімпійський, Київ          | 21:45                | Фінал                | Іспанія              | 4 — 0                | Італія               |